# زبرجدی زرشکی
زبرجدی زرشکی (نام علمی: Topaza pella) نام یک گونه از سرده زبرجدی است.